# 六帶線紋魚
六帶線紋魚，又稱六線黑鱸，俗名為包公，為輻鰭魚綱鱸形目鱸亞目鮨科的其中一個種。

## 分布
本魚分布於印度洋－太平洋區，包括紅海、馬貴斯群島、日本南部、台灣、紐西蘭、澳洲、菲律賓、印尼等海域。

## 深度
水深1－50公尺。

## 特徵
本魚體呈黑褐色，體側有七條黃色縱帶，頭部亦有些不規則黃斑。頤部有一皮質小突起。幼魚體側只有三條白色縱帶，而在第一背鰭前方有一紅點，但隨魚體成長而消失，且縱帶數目增加。背鰭有硬棘7枚，軟條12－14枚、臀鰭硬棘3枚，軟條8－9枚，腹鰭腹位，末端延伸不及肛門開口；胸鰭圓形，中央之鰭條長於上下方之鰭條；尾鰭圓形。體被細小圓鱗，有孔側線鱗片數約60－72枚。體長可達25公分。

## 生態
本魚喜獨居在礁石底部之孔穴內，晝伏夜出，棲息深度廣，但以2－5公尺靠岸的水域最多，偶在潮池中可發現。當受到驚嚇時，會分泌黑鱸素來自衛。屬肉食性，以魚類為食物。

## 經濟利用
非食用魚，可作為觀賞魚，但須單獨飼養。